# Dimitri from Paris
Dimitri from Paris (Estambul, Turquía, 1 de octubre de 1963) es el pseudónimo de Dimitri Yerasimos productor y DJ francés de origen griego.  

## Rasgos biográficos
Comenzó su carrera como DJ en la emisora de radio francesa Radio 7, para pasar posteriormente a Skyrock y finalmente a NRJ, una de las principales cadenas radiofónicas de Francia, en 1986. Ahí, presentó el primer programa de música house emitido en Francia, labor que simultaneó con la producción de música para desfiles de casas de moda tales como Chanel, Jean-Paul Gaultier, Hermès e Yves Saint-Laurent. Entre 1993 y 1994 publicó también dos EP en solitario, y contribuyó a la compilación de Yellow Productions La Yellow 357.
En 1996 Dimitri publica su primer larga duración, Sacrebleu. Mezclando sutilmente diversos estilos que van desde el jazz al samba y el house, Sacrebleu vendió 300.000 copias en todo el mundo, siendo nombrado disco del año por la revista Mixmag. A este álbum le siguen A Night at the Playboy Mansion y Disco Forever en el año 2000, My Salsoul en 2001, After the Playboy Mansion en 2002 y Cruising Attitude en 2003. Además, a lo largo de su carrera Dimitri ha remezclado cientos de grabaciones de artistas tan dispares como the Brand New Heavies, Étienne Daho, New Order, Björk y el grupo venezolano Los Amigos Invisibles. 
En mayo del 2009 lanzó una compilación llamada: Night Dubbin, la cual consiste en tres discos con música de baile de los finales de los setenta y los principios de los ochenta.

## Discografía

### Álbumes de estudio
- Sacrebleu, 1996
- Cruising Attitude, 2003

### Recopilatorios
- A Night at the Playboy Mansion, 2000
- Disco Forever, 2000
- My Salsoul, 2001
- After the Playboy Mansion, 2002
- In the House, 2004
- Neko Mimi Mode, 2004
- TV Tokyo Animation Tsukuyomi–Moon Phase– Best Collection "Zenbu, Kikitakunacchatta…", 2005
- In the House of Love, 2006
- Cocktail Disco, 2007
- Return to the Playboy Mansion, 2008